# Хасан аль-Самсам
Хасан II ібн Юсуф аль-Кальбі аль-Самсан ад-Даула (*д/н — 1060) — останній емір Сицилійського емірату в 1040—1053 роках, 1-й емір Мальти в 1053—1060 роках.

## Життєпис
Походив з династії Кальбітів. Син еміра Юсуфа. Після сходження на трон у 1019 році брата Ахмада II брав участь у змовах та інтригах. Після повалення останнього у 1036 році Зірідами розпочав боротьбу проти нового еміра Абдаллаха II.
У 1038 році внаслідок вторгнення на острів візантійців ситуація змінилася. Тепер Хасан боровся проти Зірідів та Візантії. У 1040 році після відступу візантійців зумів змусити Абдаллаха повернутися до Африки. У 1042 році захопив останнє візантійське місто на острові — Мессіну.
Втім у 1044 році стикнувся з численними заколотами, внаслідок чого держава фактично розпалася на декілька каїдств: Катанію з Ібн Маклаті; Сиракузи, де постав Мухаммед ібн аль-Тумна; Трапані з Абдаллахом ібн Манкутом; Агрігент з Алі ібн Хаввасом. Сам Хасан II контролював область навколо Палермо.
Намагався приборкати повсталих, проте зазнав поразки. Після тривалої та запеклої боротьби, в яку також намагалися втрутитися Зіріди та візантійці, 1053 року мусив тікати до Мальти, над якою зберіг владу до самої смерті. У 1053—1054 роках тут витримав візантійську облогу. Помер у 1060 році. Передав трон Мальтійського еміра сину Джа'фару.